# Bryn Jones
Brynmor "Bryn" Jones (14 de febrer de 1912 - 18 d'octubre de 1985) fou un futbolista gal·lès de les dècades de 1930 i 1940.
Després de jugar a les categories inferiors de Glenavon i Aberaman Athletic, fitxà pel Wolverhampton Wanderers el 1933. Més tard jugà a l'Arsenal, on reemplaçà Alex James.
El seu darrer club fou el Norwich City. Fou 17 cops internacional amb la selecció de Gal·les.

## Palmarès
Arsenal
- FA Charity Shield: 1948[6]